# Mandate
Mandate ist eine US-amerikanische LGBT Zeitschrift.
Die Zeitschrift erscheint monatlich in den Vereinigten Staaten und wird seit April 1975 herausgegeben. Mandate gehört dem Unternehmen Mavety Media Group. Das Magazin gehört zu den ältesten Zeitschriften schwuler Erotik weltweit. Mandate hat eine Auflage von rund 115.000 Exemplaren. Das Magazin zielt vorrangig auf homosexuelle und bisexuelle Männer. Die Zeitschrift enthält Fotografien von nackten Männern, oftmals bekannte Pornostars aus der Filmindustrie, sowie erotische fiktive Artikel und Interviews.
Das Magazin gehörte ursprünglich dem Unternehmen Modernismo Publications (MP), das auch die Zeitschriften Honcho und Playguy herausbrachte. Gründer von MP war 1974 George Mavety. Mandate wurde anfangs von John Devere ediert; ihm folgte Joseph Arsenault und danach Sam Staggs.